# Historias extraordinarias (película de 1968)
Spirits of the Dead (titulada en francés Histoires extraordinaires, en español Historias extraordinarias y en italiano Tre passi nel delirio), también conocida como Tales of Mystery and Imagination y Tales of Mystery,  es una película antológica de terror de 1968 que comprende tres segmentos dirigidos respectivamente por Roger Vadim, Louis Malle y Federico Fellini, basados en cuentos de Edgar Allan Poe. Una coproducción internacional franco-italiana, el título francés de la película es el de una colección de cuentos de Poe de 1856 traducidos por el poeta francés Charles Baudelaire; los títulos en inglés Spirits of the Dead y Tales of Mystery and Imagination están tomados respectivamente de un poema de Poe de 1827 y una colección británica de 1902 de sus cuentos.
El segmento de Vadim, "Metzengerstein", narra la historia de la libertina condesa Frédérique de Metzengerstein (Jane Fonda), quien se dedica a domar un caballo salvaje que perteneció a su primo, el barón Wilhelm Berlifitzing (Peter Fonda). La obra de Malle "William Wilson", sigue a Wilson (Alain Delon), quien es acosado a lo largo de su vida por un doble cruel y engañoso, a quien reta a un duelo fatal. El cortometraje de Fellini, "Toby Dammit", una adaptación muy libre de "Nunca apuestes tu cabeza al diablo", trata sobre el personaje principal (Terence Stamp), un joven actor shakespeariano alcohólico, cuyo viaje a Roma para rodar un spaghetti western a cambio de un Ferrari se complica por múltiples encuentros con el Diablo, quien se presenta como una niña pequeña con una pelota blanca.
Spirits of the Dead fue estrenada en Estados Unidos por American International Pictures en una versión en inglés con narración de Vincent Price. 

## Trama

### Metzengerstein
Al cumplir 22 años, la condesa Frédérique hereda la finca Metzengerstein donde se dedica a una vida de promiscuidad y libertinaje. En el bosque, su pierna queda atrapada en un cepo y es liberada por su primo y vecino, el barón Wilhelm, a quien nunca había visto debido a una antigua disputa familiar. Se enamora perdidamente de Wilhelm, pero él la rechaza por su estilo de vida inmoral. Su rechazo enfurece a Frédérique, quien incendia sus establos. Wilhelm muere al intentar salvar sus preciados caballos.
Un caballo negro logra escapar y llega al castillo de Metzengerstein. El caballo es muy salvaje y Frédérique se encarga de domarlo. En cierto momento, observa que un tapiz dañado representa un caballo inquietantemente similar al que acaba de recoger. Obsesionada con él, ordena su reparación. Durante una tormenta, el caballo asustado arrastra a Frédérique a un incendio provocado por un rayo.

### William Wilson
Bérgamo, principios del siglo XIX. Durante la época en que el norte de Italia se encontraba bajo dominio austríaco, un oficial del ejército llamado William Wilson se apresura a confesar a un sacerdote que ha cometido un asesinato. Wilson relata entonces la historia de sus crueles actos a lo largo de su vida. Tras jugar a las cartas toda la noche contra la cortesana Giuseppina, su doble, también llamado William Wilson, convence a los presentes de que Wilson ha hecho trampa. En un ataque de ira, el protagonista, Wilson, lo apuñala hasta la muerte con una daga y huye. Tras confesar, Wilson se suicida saltando de una torre, pero al ver su cadáver, una daga similar lo atraviesa.

### Toby Dammit
El joven actor shakespeariano Toby Dammit está perdiendo su carrera actoral en ascenso debido a su alcoholismo. Acepta trabajar en una película que se rodará en Roma, por la que recibirá un flamante Ferrari como incentivo. Una vez allí, Dammit comienza a tener visiones inesperadas de una niña macabra con un balón blanco. Durante una ceremonia de premios de cine, se emborracha y parece estar perdiendo la cabeza lentamente. Una mujer deslumbrante lo consuela, diciéndole que siempre estará a su lado si así lo decide. Dammit se ve obligado a pronunciar un discurso, citando "El ruido y la furia" de Macbeth, y luego se marcha tras recibir el Ferrari prometido. Conduce a toda velocidad por la ciudad, donde ve lo que parecen ser personas falsas en las calles. Perdido en las afueras de Roma, Dammit finalmente se estrella en una zona de obras y se detiene ante el derrumbe de un puente. Al otro lado del barranco, tiene otra vez la visión de la niña con un balón (a quien previamente había identificado, en una entrevista en la televisión, como su idea del Diablo). Se sube a su coche y acelera hacia el vacío. El Ferrari desaparece en la oscuridad, y entonces se ve una carretera con un cable grueso atravesado, chorreando sangre, lo que sugiere que Dammit ha sido decapitado. La niña de su visión recoge su cabeza cercenada mientras sale el sol.

## Reparto
Créditos adaptados principalmente de Películas de terror góticas italianas, 1957-1969 y Monografías de películas de medianoche: Spirits of the Dead (Histoires Extraordinaires).  
"Metzengerstein" 
- Jane Fonda como la condesa Frédérique de Metzengerstein
- Peter Fonda como el barón Wilhelm Berlifitzing
- Serge Marquand como Hugues
- Philippe Lemaire como Philippe
- Carla Marlier como Claude
- Georges Douking como el tapicero
- James Robertson Justice como el marqués[4]
- Françoise Prévost como cortesana
- Marie-Ange Aniès como cortesana

Sin acreditar:
- Dennis Berry como cortesano
- Jackie Blanchot como cortesano
- Audoin de Bardot como el paje
- Anny Duperey como cortesana
- Andréas Voutsinas como cortesano
- Maurice Ronet como el narrador (versión francesa)
- Clement Biddle Wood como el narrador (versión inglesa)

A pesar de recibir una facturación destacada tanto en la película como en los materiales publicitarios, la mayoría de las actuaciones de Justice y Prévost fueron eliminadas de la copia final de la película.  
"William Wilson" 
- Alain Delon como William Wilson
  - Marco Stefanelli como Wilson niño
- Brigitte Bardot como Giuseppina Ditterheim[6] (Josephine en la versión inglesa)
- Katia Christine como la chica rubia
- Renzo Palmer como el sacerdote
- Umberto D'Orsi como Hans
- Daniele Vargas como el profesor universitario

Sin acreditar:
- Paolo Giusti como el doble de Wilson
  - Massimo Ardù como el doble de Wilson niño[6]
- Andrea Esterhazy como oficial en el casino
- John Karlsen como instructor de la escuela militar
- Franco Arcalli como el maestro que vence a Wilson[7]

"Toby Dammit"
- Terence Stamp como Toby Dammit
- Marina Yaru como el Diablo
- Salvo Randone como el padre Spagna
- Anne Tonietti como comentadora de televisión
- Monica Pardo como Miki, la actriz de cabello rizado

Sin acreditar:
- Antoni Pietrosi como "La Signora"
- Federico Boido como el doble de riesgo de Toby
- Marisa Traversi como Marilù Traversi (Marilù Lolo en la versión francesa)
- Ferdinand Guillaume como el anciano actor ciego
- Fabrizo Angeli como Maurizio Manetti
- Ernesto Colli como Ernestino Manetti
- Aleardo Ward como primer entrevistador de televisión
- Paul Cooper como segundo entrevistador de televisión
- Milena Vukotic como la tercera entrevistadora de televisión
- Nella Gambini como Elizabeth
- Andrea Fantasia como el productor
- Campanella como Lombardi, el productor asistente
- Brigitte como la ayudante del anciano actor ciego
- Irina Maleeva como la adivina gitana
- Giovanni Tarallo como un viejo paparazzi
- Fides Stagni como ella misma

Van Heflin apareció en una escena eliminada en la que interpretaba a un actor en Trente dollari, el spaghetti western en el que participa Toby.

## Producción

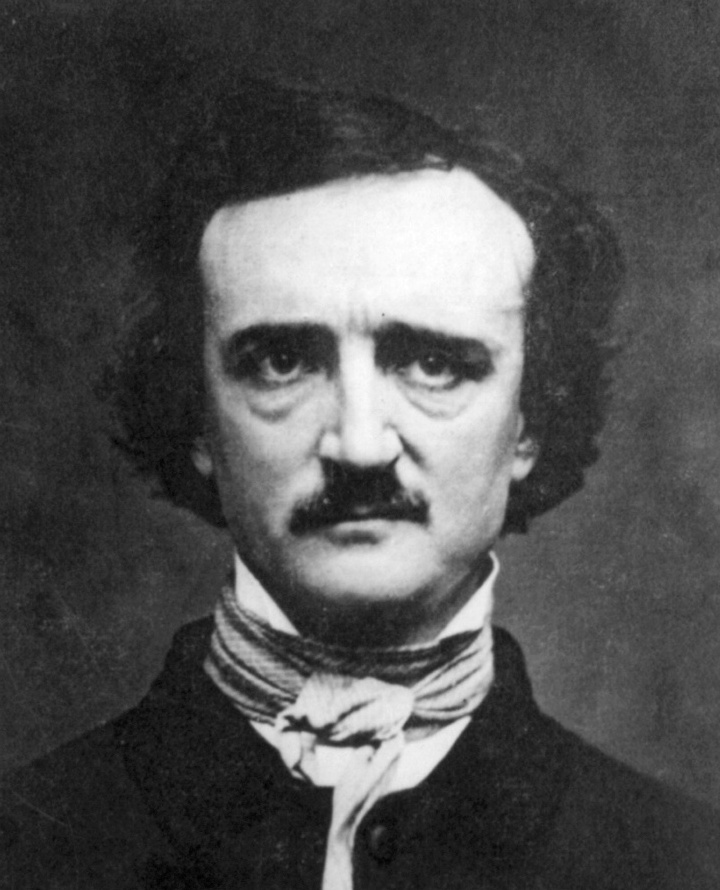
Spirits of the Dead se basó en la obra de Edgar Allan Poe.

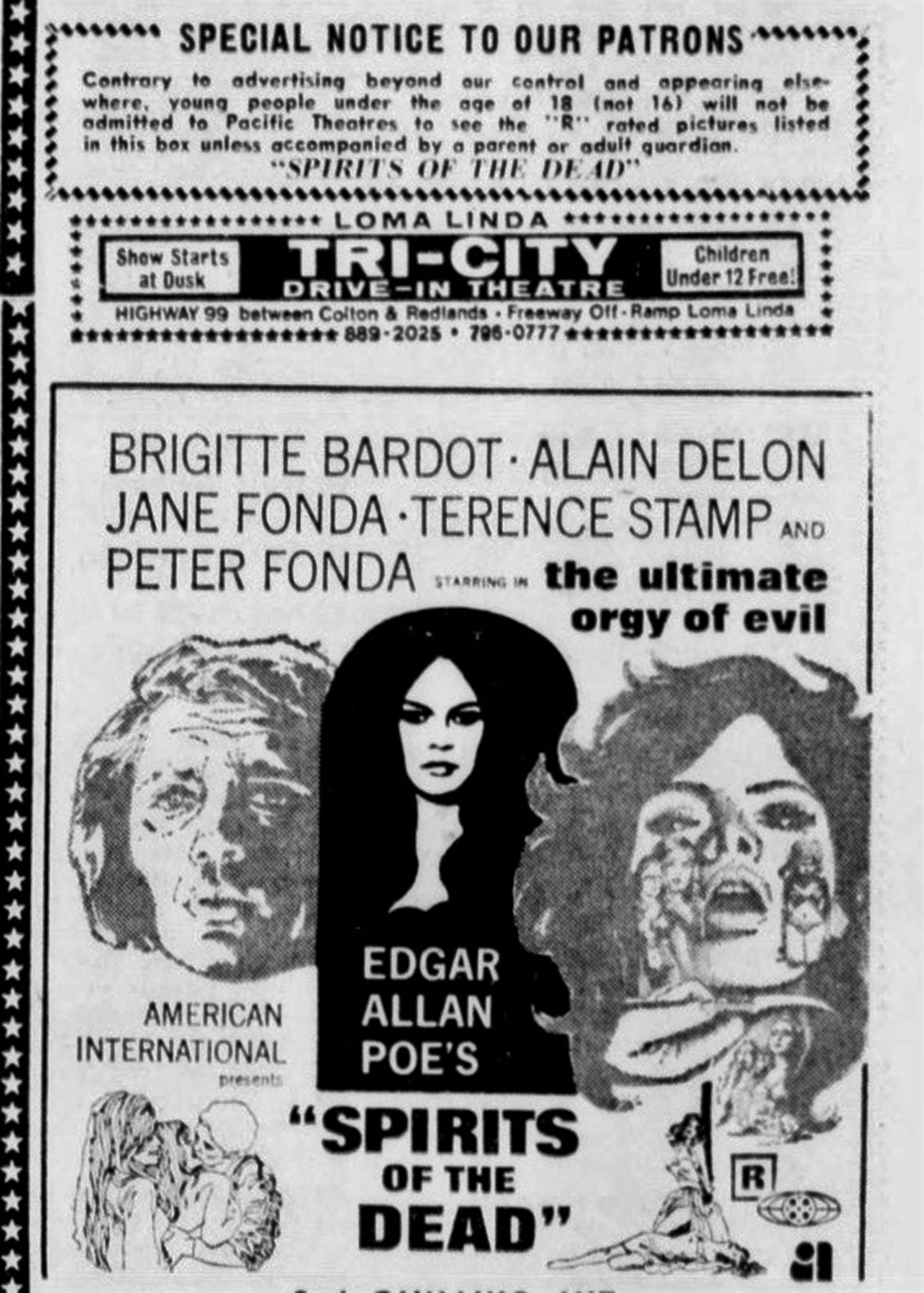
Anuncio de un autocine de 1969.

### Desarrollo
Las películas antológicas que reunían varias historias cortas eran populares en Europa en la década de 1960, por lo que los productores Alberto Grimaldi y Raymond Eger desarrollaron la idea de realizar una de terror basada en la obra de Edgard Allan Poe, también de moda debido al éxito de la serie de películas de terror gótico de Roger Corman.  
Los directores inicialmente anunciados para trabajar en la película incluían a Luchino Visconti, Claude Chabrol, Joseph Losey y Orson Welles. Welles dirigiría un segmento basado tanto en "La máscara de la muerte roja" como en "El barril de amontillado", pero se retiró del proyecto en septiembre de 1967 y fue reemplazado por Fellini. El guion, escrito en inglés por Welles y Oja Kodar, se encuentra en la colección del Munich Filmmuseum. Los directores que finalmente participaron fueron Federico Fellini, Roger Vadim y Louis Malle.

### Producción
El segmento "Metzengerstein" de Roger Vadim se filmó justo después de que Vadim terminara el rodaje de su película anterior, Barbarella, en la que también aparecía Jane Fonda. El guionista y novelista Terry Southern, quien había trabajado en el guion de Barbarella, viajó a Roma con Vadim y, según el biógrafo de Southern, Lee Hill, fue durante la producción de este segmento que Peter Fonda le contó a Southern su idea de hacer una película western moderna. Southern se entusiasmó con la idea y aceptó trabajar en el proyecto, que finalmente se convirtió en la famosa película independiente Easy Rider.  El segmento se filmó en Roscoff, un pequeño pueblo de Bretaña.
Louis Malle aceptó dirigir el segmento "William Wilson" para recaudar fondos para su próxima película, El soplo al corazón. El proceso de financiación aun le llevó tres años más tras completar "William Wilson", y mientras tanto rodó dos documentales sobre la India. Malle declaró que no consideraba su colaboración en Histoires Extraordinaires muy personal y que aceptó hacer algunas concesiones con el productor, Raymond Eger, para que la película fuera más atractiva para el público en general. La concepción original de Malle se acercaba más al relato de Poe que al resultado final. Los cambios más importantes fueron: la elección de Brigitte Bardot para el papel de Giuseppina con el fin de añadir toques eróticos a la película, la inclusión de la escena de una disección real y un uso algo explícito de violencia en algunas escenas. A Malle no le gustó trabajar con Delon, y quería a Florinda Bolkan para la protagonista pero los productores insistieron en alguien más conocido, como Bardot. La estrella francesa aceptó el papel, aunque Malle continuó pensando que no era la adecuada.
Federico Fellini dirigió el segmento "Toby Dammit", que escribió junto a Bernardino Zapponi. Zapponi sentía un gran amor por la literatura gótica, como se puede apreciar en su colección de cuentos Gobal (1967), donde intentó reformular el género para adaptarlo a un contexto contemporáneo. Las historias de Zapponi llamaron la atención de Fellini. Estaba particularmente interesado en C'è una voce nella mia vita ('Hay una voz en mi vida'), que fue su primera opción para su parte de la película. Los productores se mostraron reacios a incluir el nombre de Zapponi en la película, así que Fellini cambió de opinión y volvió a Poe en busca de inspiración. Consideró "Una malaventura" y "El entierro prematuro", pero finalmente eligió "Nunca apuestes tu cabeza al diablo". Zapponi y Fellini solo usaron el final de la historia en su adaptación del material. El mediometraje tiene similitudes temáticas con tres películas anteriores de Fellini. El protagonista en desintegración y el demimonde de celebridades y excéntricos infernales que lo habita recuerdan tanto a La dolce vita como a 8½, mientras que el entretejido de sueños y alucinaciones en la trama y el uso de una dirección de arte altamente artificial para reflejar estados internos se asemejan a técnicas similares utilizadas en 8½ y Giulietta de los espíritus. Fellini rechazó la versión de Poe del diablo, un anciano cojo con el pelo dividido con raya en medio como el de una niña, y eligió a una mujer rusa de 22 años (Marina Yaru) para interpretar al diablo bajo la forma de una niña. Dándole un "sesgo pedófilo"  al personaje de Toby, Fellini explicó que "un hombre con una capa negra y barba no era el tipo de demonio adecuado para un actor drogado y deprimido. Su demonio debía ser su propia inmadurez, es decir, un niño".

## Estreno
Spirits of the Dead se estrenó en París en junio de 1968  y en Italia el 12 de septiembre de 1968, donde la película fue distribuida por PEA y  recaudó un total de 512 millones de liras. 
Samuel Z. Arkoff ofreció a los productores 200.000 dólares para que American International Pictures adquiriera los derechos en Estados Unidos y Canadá, pero la oferta fue rechazada porque Arkoff quería eliminar una escena de la secuencia de Fellini. Un año después, los productores no habían encontrado otro comprador, así que cuando Arkoff hizo la misma oferta, la aceptaron. La película se estrenó en Estados Unidos el 23 de julio de 1969. 

## Recepción crítica
La película recibió una recepción mixta de la crítica, y el segmento de Fellini fue considerado ampliamente el mejor de los tres. En su reseña de la película, titulada en inglés "Spirits of the Dead", Vincent Canby, del The New York Times, escribió: "Toby Dammit, el primer Fellini nuevo que se ve aquí desde Giulietta de los espíritus en 1965, es maravillosa: una película corta, pero importante. El Vadim es tan recargado y estridente como un baile de disfraces, pero aun así bastante divertido, y el Malle, basado en uno de los mejores cuentos de Poe, es simplemente tedioso".
La página web de reseñas Rotten Tomatoes informa que el 86% de las 21 reseñas de los críticos son positivas para la película; el consenso del sitio web dice: "Tres autores descienden sobre las obras de Poe, cada uno montando un espectáculo macabro, adaptando los cuentos de sueños y terror (...), con el segmento de Fellini particularmente fuera de serie".